# 項城郡
項城郡（こうじょう-ぐん）は中国にかつて存在した郡。
『隋書』や『北周地理志』に記載があるが陳州の管轄であったこと以外、その管轄県を含め詳細は不明である。
『隋書』王韶伝の記載より南北朝時代、北周により設置されたと推測されている。583年（開皇3年）に廃止された。